# Darren Young
Frederick (Fred) Rosser (Union (New Jersey), 2 november 1983) is een Amerikaans professioneel worstelaar die onder de ringnaam Darren Young actief is in de WWE.

## In het worstelen
- Finishers
  - Bonecrusher Powerslam (Running powerslam)
  - Full nelson into a Reverse STO

- Signature moves
  - Belly to belly suplex
  - Northern Lights suplex
  - Tilt-a-whirl backbreaker

- Bijnamen
  - Bonecrusher
  - South Beach Party Boy

## Prestaties
- Chaotic Wrestling
  - Chaotic Wrestling New England Championship (1 keer)
  - Chaotic Wrestling Tag Team Championship (1 keer met Rick Fuller)

- East Coast Wrestling Association
  - ECWA Heavyweight Championship (2 keer)
  - ECWA Mid Atlantic Championship (1 keer)

- Independent Wrestling Federation
  - IWF Heavyweight Championship (2 keer)
  - Commissioner's Cup Tag Team Tournament (2003) – met Hadrian
  - Commissioner's Cup Tag Team Tournament (2004) – met Kevin Knight
  - Commissioner's Cup Tag Team Tournament (2006) – met Franciz
  - Tournament of Champions (2004)

- National Wrestling Superstars
  - NWS Tag Team Championship (1 keer met Bulldog Collare)

- World Wrestling Entertainment
  - WWE Tag Team Championship (1 keer met Titus O'Neil)